# Automeris tetraomma
Automeris tetraomma är en fjärilsart som beskrevs av Embrik Strand 1920. Automeris tetraomma ingår i släktet Automeris och familjen påfågelsspinnare. Inga underarter finns listade i Catalogue of Life.